# لوكاس كوفمان
لوكاس كوفمان (26 مارس 1991 ببورتو أليغري في البرازيل - ) هو لاعب كرة قدم برازيلي في مركز الهجوم.

## وصلات خارجية
- لوكاس كوفمان على موقع قاعدة بيانات كرة القدم.إي يو (الإنجليزية)
- لوكاس كوفمان على موقع Soccerway.com (الإنجليزية)